# إذاعة رام (الضفة الغربية)
إذاعة رام (بالإنجليزية: RAM FM)‏ كانت محطة إذاعية مستقلة ناطقة باللغة الإنجليزية تبث من رام الله في فلسطين.

## تاريخ
أدى نجاح راديو 702 في جوهانسبرغ في جنوب أفريقيا إلى قيام إيسي كيرش، المؤسس والرئيس الأول بالسعي لمحاكاة هذه الصيغة الفائزة في إسرائيل وفلسطين. وفي عام 2004، التقى إيسي كيرش براف جانجات الممثل السابق لجنوب أفريقيا لدى السلطة الفلسطينية، وتم زرع البذرة. بعد ثلاث سنوات، وبعد الكثير من البحث والعمل الأساسي والتنفيذ، ولدت 93.6 RAM FM - محطة إذاعية مرخصة، تبث من فلسطين إلى إسرائيل والأردن، مع تواجد استوديوهات في رام الله والقدس مع استضافة جانجات أحد العروض الرئيسية 9@9 التي فازت بشعبية بفضل خبرة راف الدبلوماسية ومعرفته في المنطقة. كان برنامج Talk@10 هو البرنامج الرئيسي وتمت فيه إستضافة مسؤولين فلسطينيين وإسرائيليين لمناقشة القضايا الخلافية.
أدى تنسيق موسيقى Hot AC إلى خلق قاعدة مستمعين من الفلسطينيين والإسرائيليين والأردنيين بالإضافة إلى عدد كبير من المواطنين الأجانب الذين عملوا في السفارات والأمم المتحدة والمنظمات الدولية والصحافة الأجنبية في المنطقة. يشتمل تنسيق 93.6 RAM FM على موسيقى وأخبار الشرق الأوسط على مدار الساعة ومقدمين من جنوب أفريقيا وفلسطين وإنجلترا وأستراليا. وكان هدفها إنشاء جسر بين الفلسطينيين والإسرائيليين، وتوفير منبر لكلا الجانبين للمناقشة والاستماع إلى رواية الآخر وبالتالي خلق تفاهم ذي معنى. مع استوديوهات في رام الله والقدس ، متصلة بواسطة الإرسال عبر الموجات الصغرية استخدمت أحدث التقنيات التي تستخدمها وسائل الإعلام الحديثة اليوم. من أجل الحفاظ على الحياد، قامت المحطة بتشغيل الموسيقى الإنجليزية فقط واختارت بث الإعلانات التجارية فقط من العلامات التجارية متعددة الجنسيات .

## الجوائز
حصلت RAM FM على جائزتين عالميتين للدور الهام الذي لعبته في المنطقة. وأشاد مالك ورئيس مجلس إدارة المحطة في جنوب أفريقيا بدور الإدارة في إنجاح المحطة والذي انعكس في الزيادة غير المسبوقة في عدد مستمعيها خلال فترة قصيرة من الزمن.

## الإغلاق
تم إغلاق Ram FM رسميًا في الساعة 7 مساءً يوم 7 أغسطس 2008 وكانت الأغنية الأخيرة هي Give Peace a Chance لجون لينون بعد أقل من عامين من البث على الهواء. 